# Élisabeth Vigée-Lebrun
Élisabeth Louise Vigée Le Brun nebo též Élisabeth Vigée LeBrun, Louise Élisabeth Vigée Le Brun [luíz élizabet vižé lebryn], Élisabeth Vigée, Élisabeth Le Brun či jen zkráceně Madame Le Brun  (16. dubna 1755 Paříž – 30. března 1842 Paříž) byla francouzská malířka, jedna z nejoblíbenějších a nejúspěšnějších portrétistů 18. století z doby Ludvíka XVI. a Marie Antoinetty i prvních desetiletí 19. století.

## Život
Élisabeth se narodila v Paříži roku 1755. Rodiče ji zprvu dali do péče kojné na venkově, kde žila až do svých pěti let. Její otec Louis Vigée byl úspěšný portrétista a poté, co ji odvezl zpět do Paříže, ji v jejích malířských začátcích podporoval. V jeho ateliéru se setkávala s významnými umělci a filozofy. V letech 1760–1765 pobývala Élisabeth v klášterním internátu sv. Trojice, kde prokazovala velké nadání pro výtvarné umění, zejména pro kresbu. Když v roce 1767 otec zemřel, matka Jeanne roz. Massin se provdala za bohatého klenotníka jménem Le Sèvre a rodina se přestěhovala blízko ke královskému paláci.

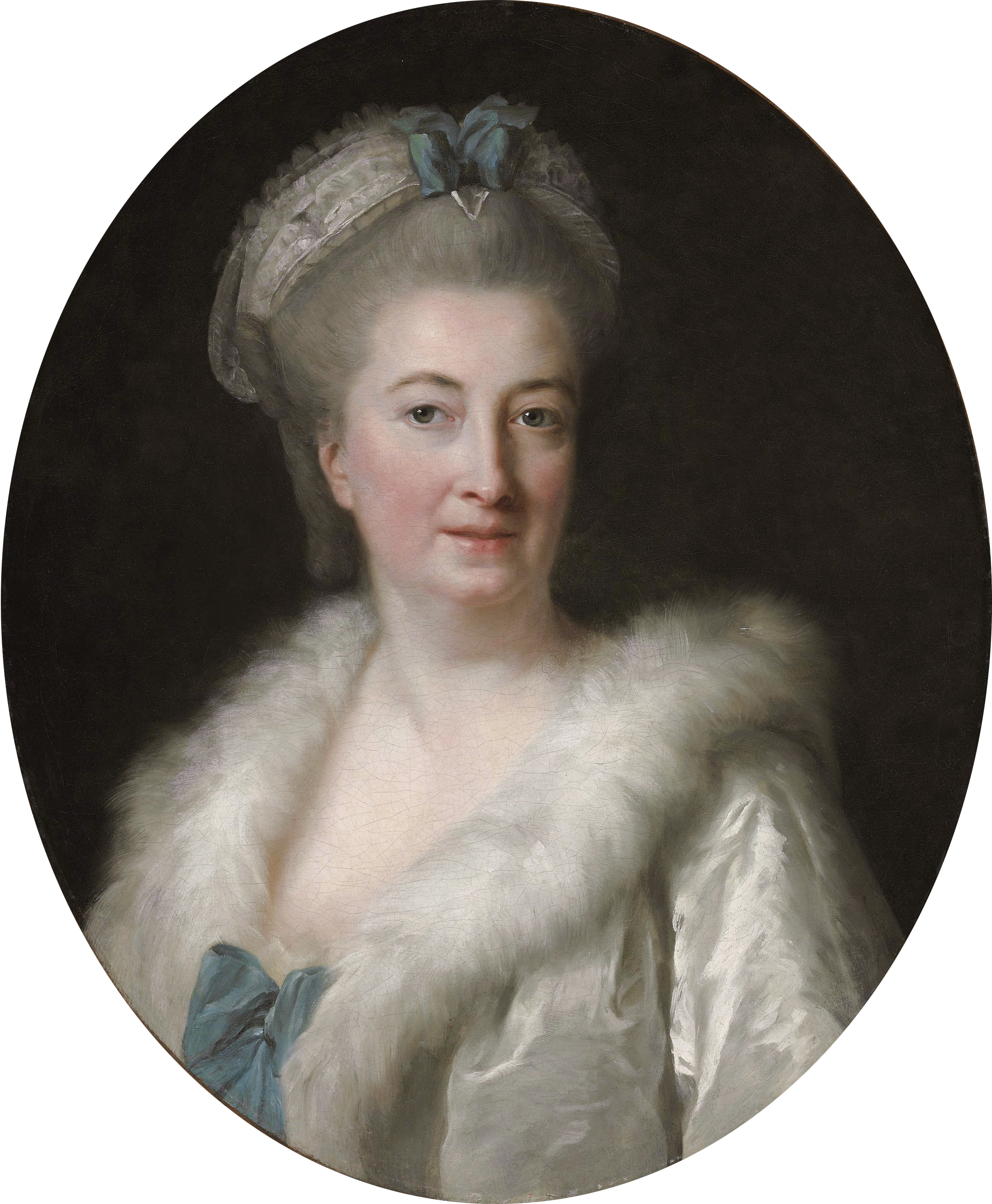
Portrét matky, Madame Le Sèvre

Élisabeth byla poté vzata do ochrany princeznou Louisou Marií Bourbonskou a učila se u slavných malířů, například Josepha Verneta a H. Roberta. Roku 1770 již zahájila práci jako profesionální portrétistka. V roce 1775 se provdala, jejím manželem se stal Jean-Baptiste Pierre Lebrun, malíř a sběratel umění. V následujících letech namalovala mnoho obrazů členů královské rodiny, jen samotnou Marii Antoinettu portrétovala třicetkrát. Roku 1781 cestovala s manželem po Nizozemsku a roku 1783 byla na přímluvu krále a královny přijata do Královské Akademie. Téhož roku se poprvé zúčastnila Salonu, kde vystavila portrét Marie Antoinetty v mušelínových šatech připomínajících negližé a vyvolala tím pobouření.
V roce 1789 kvůli revolučním událostem opustila s devítiletou dcerkou Julií Paříž. Zprvu žila a malovala v Itálii, především v Římě. Navštívila i Neapol, kde vytvořila několik obrazů proslulé Lady Hamilton, manželky britského velvyslance, známé především jako milenka admirála Horatia Nelsona. Poté pobývala v rakouské Vídni. V roce se s ní rozvedl manžel, který se po revoluci obavával o svou pověst kvůli jejímu spojení s královskou rodinou.
Z Rakouska odjela do Ruska, kde strávila celkem šest let. V roce 1800 byla přijata za čestnou členku petrohradské Akademie krásných umění. Portrétovala mnoho slavných osob, včetně carské rodiny, a získala značné jmění. Až v roce 1802 se mohla vrátit do Paříže. Brzo poté však odjela do Anglie, kde portrétovala mimo jiné i básníka lorda Byrona, v roce 1807 navštívila Švýcarsko a v letech 1835 a 1837 vydala zajímavé paměti. Během svého života byla zvolena do výtvarných akademií v deseti různých evropských městech. Elisabeth Vigée-Lebrunová zemřela roku 1842 v Paříži, pravděpodobně na arteriosklerózu, a podle svého přání byla pohřbena na hřbitově v Louveciennes u Paříže, kde jistý čas žila.

## Dílo
Élisabet Vigée-Lebrun byla neobyčejně plodná malířka, která po sobě zanechala na 660 portrétů a asi 200 krajinových maleb. Portrétovala především ženy z vyšších společenských kruhů, portréty mužů tvoří jen malou část (asi šestinu) jejího díla. Největší sbírka jejích obrazů je v zámku ve Versailles, je však zastoupena téměř ve všech velkých galeriích. Zpočátku byla typickou představitelkou slohu Ludvíka XVI. či rokoka, později se na jejích obrazech objevují stále silnější vlivy klasicismu či empiru a dokonce i romantismu.
Mezi její nejznámější díla patří:
- Nerozhodná ctnost (1775)
- Mír vede k hojnosti (1780)
- Marie Antoinetta (1783)
- Princezna Luisa Radziwillová-Hohenzollernová (1801)

## Galerie

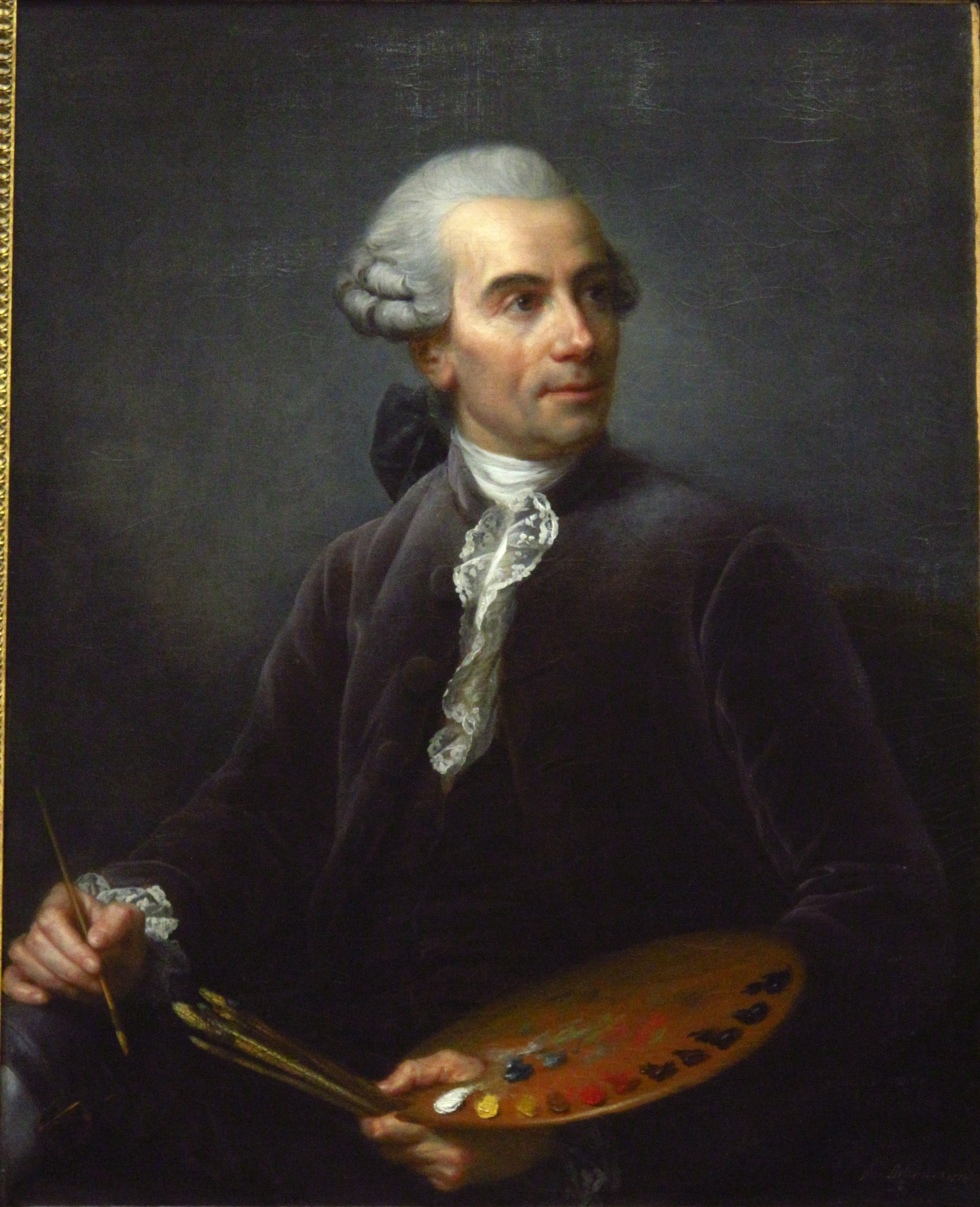
Malíř Claude Joseph Vernet (1778)
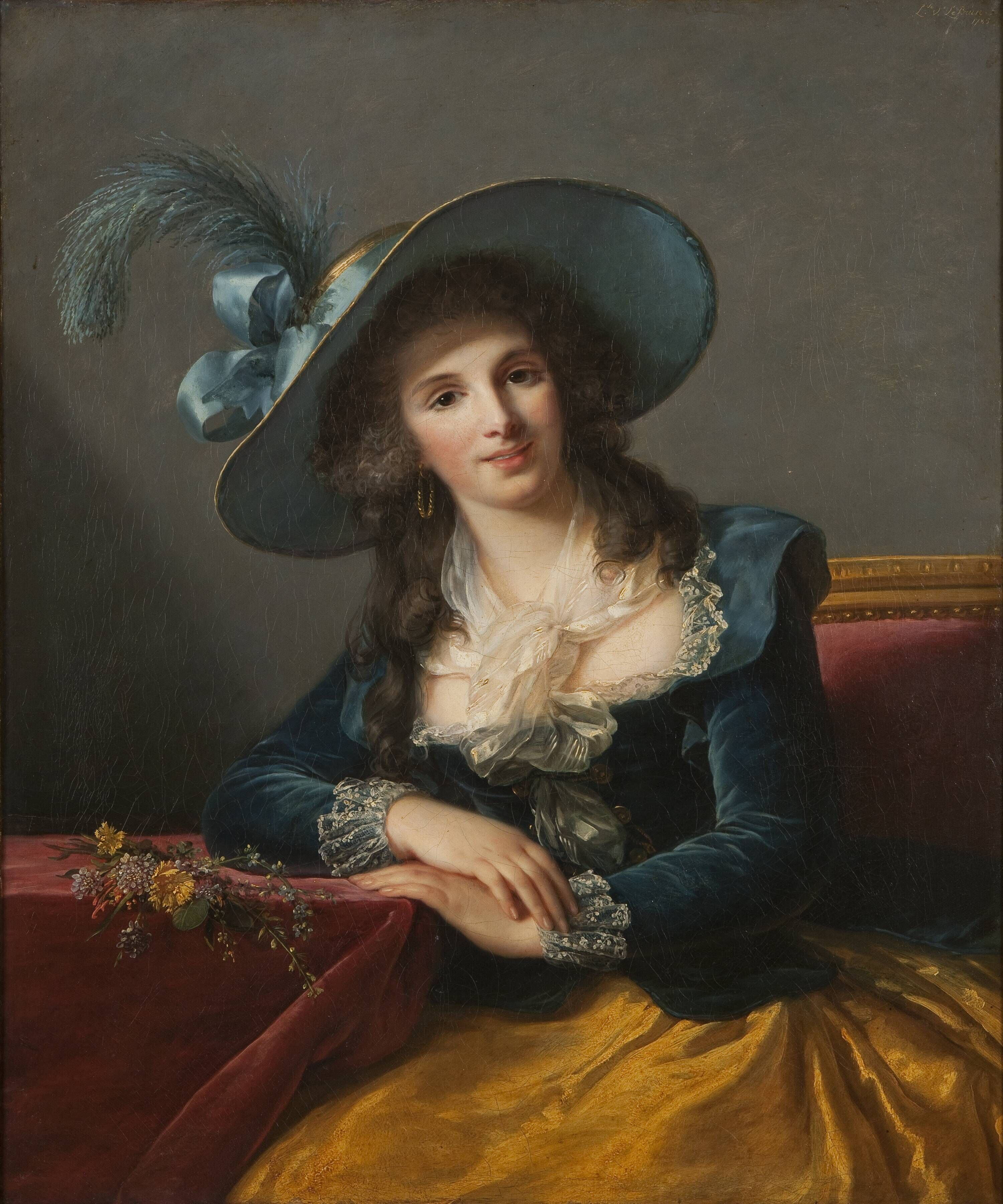
Comtesse de Ségur (1785)
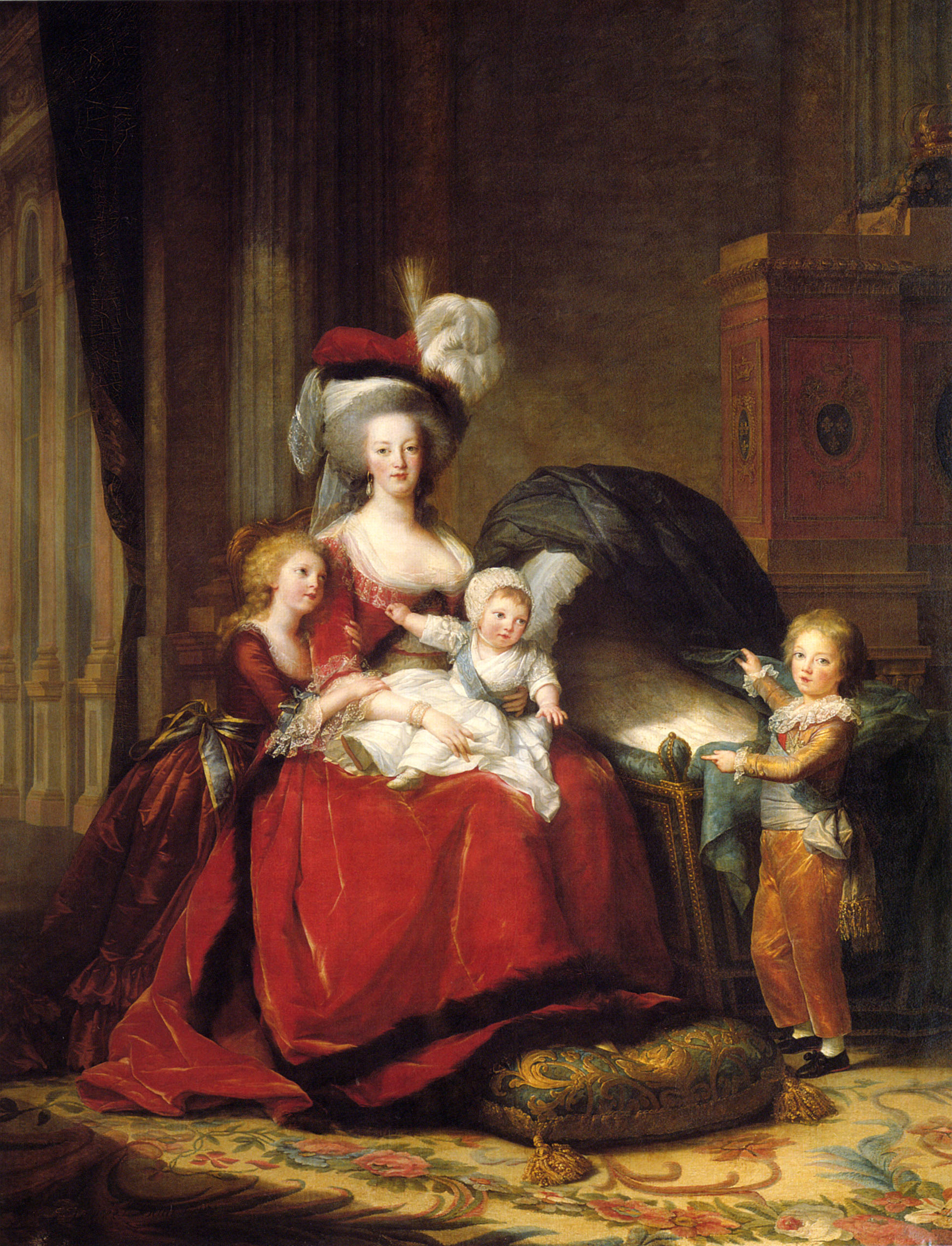
Marie Antoinetta s dětmi (1787)
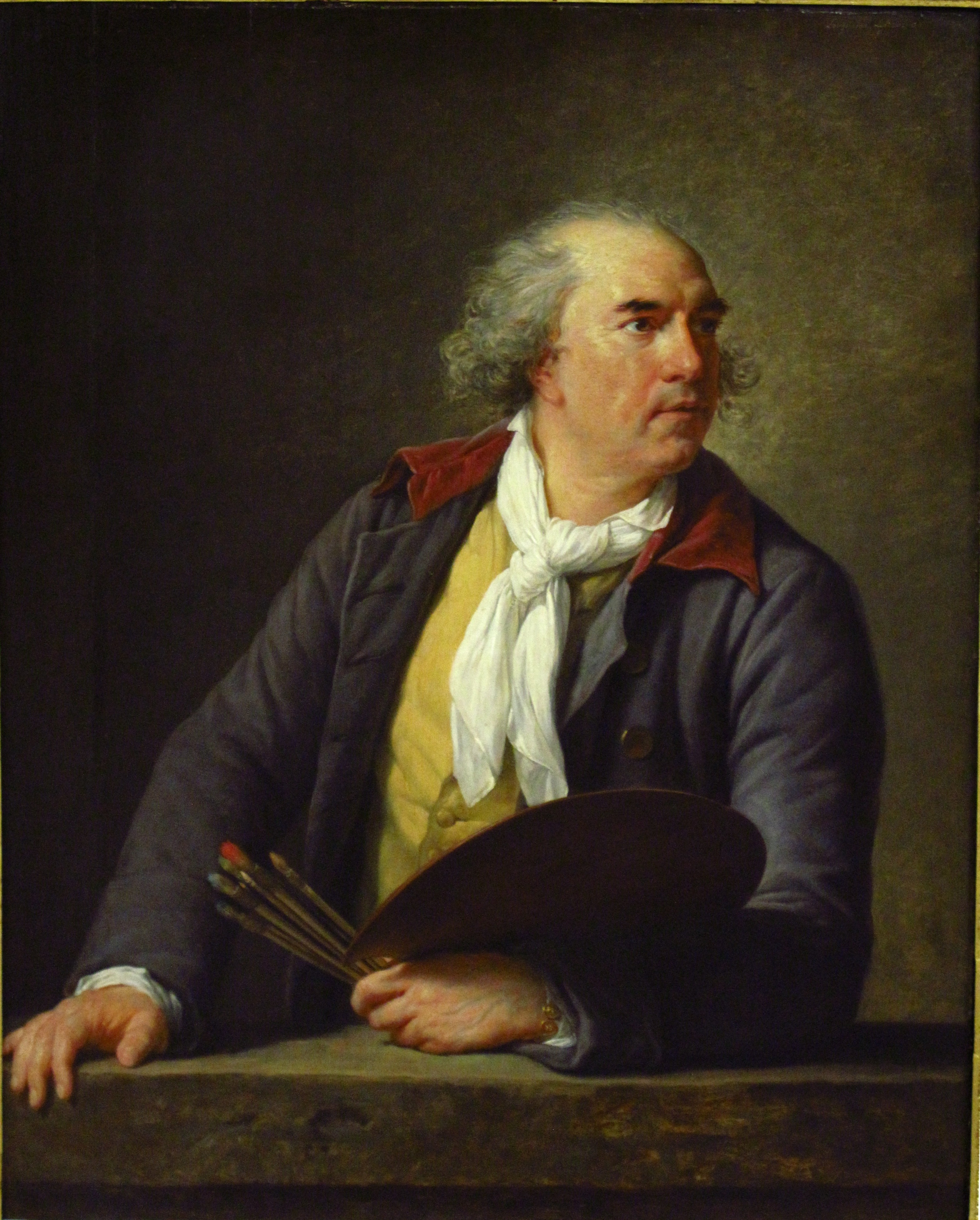
Malíř H. Robert (1788)
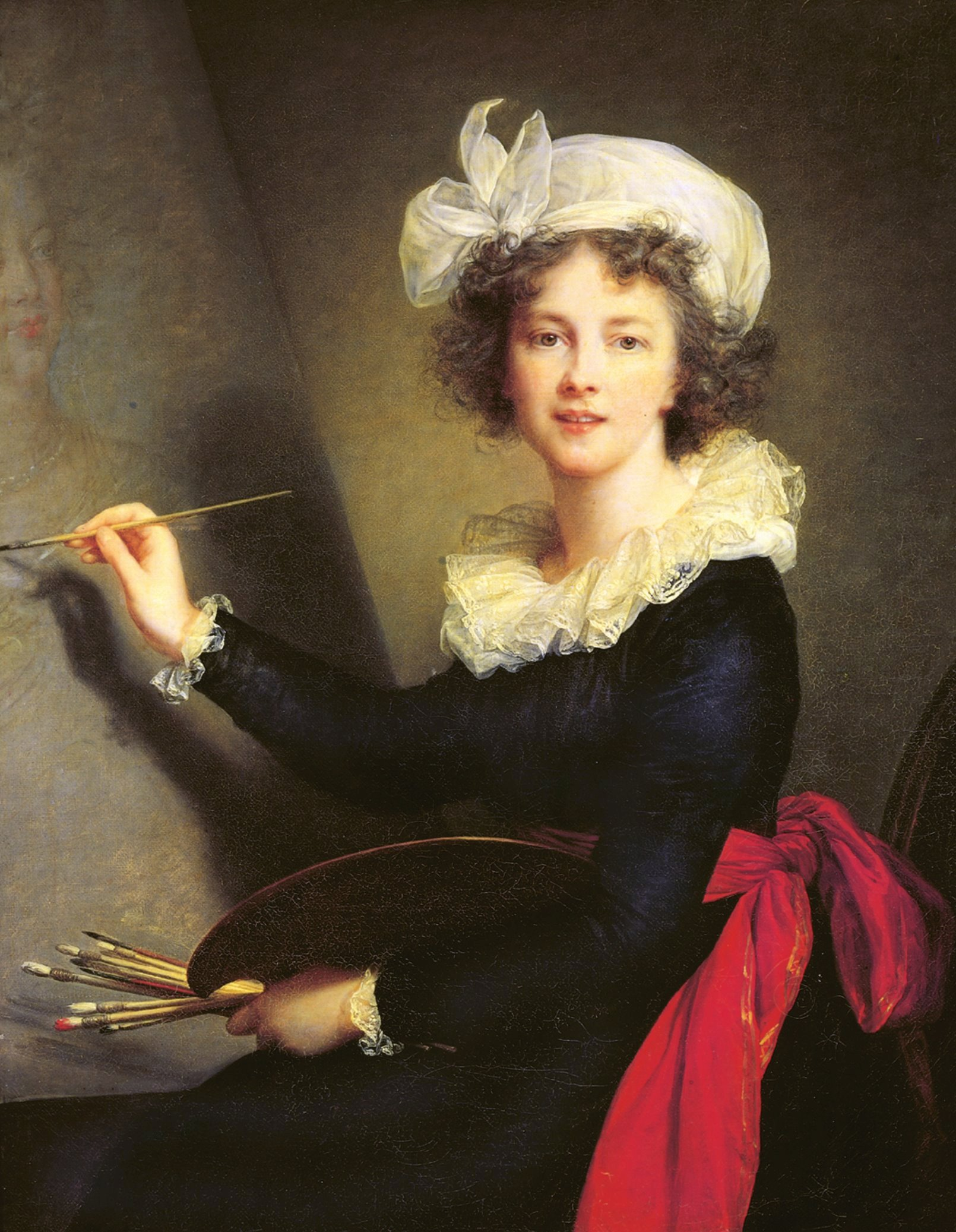
Vlastní portrét (1790)
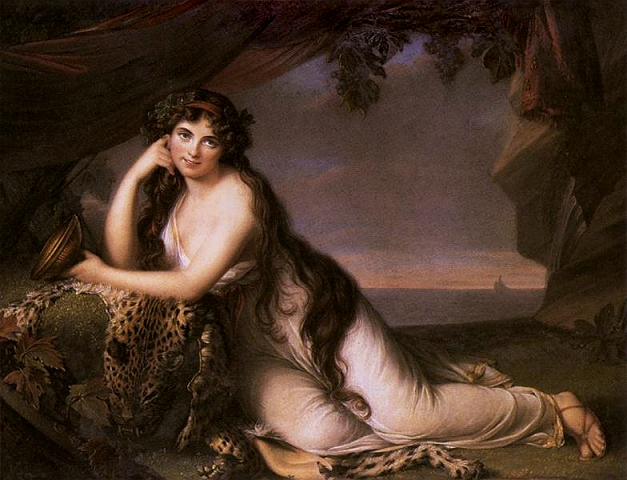
Lady Hamilton jako Ariadna (1790)
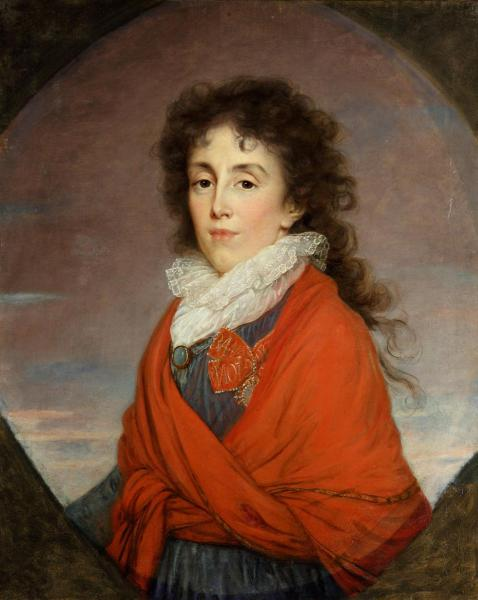
Jekatěrina Kutuzovová (1795)
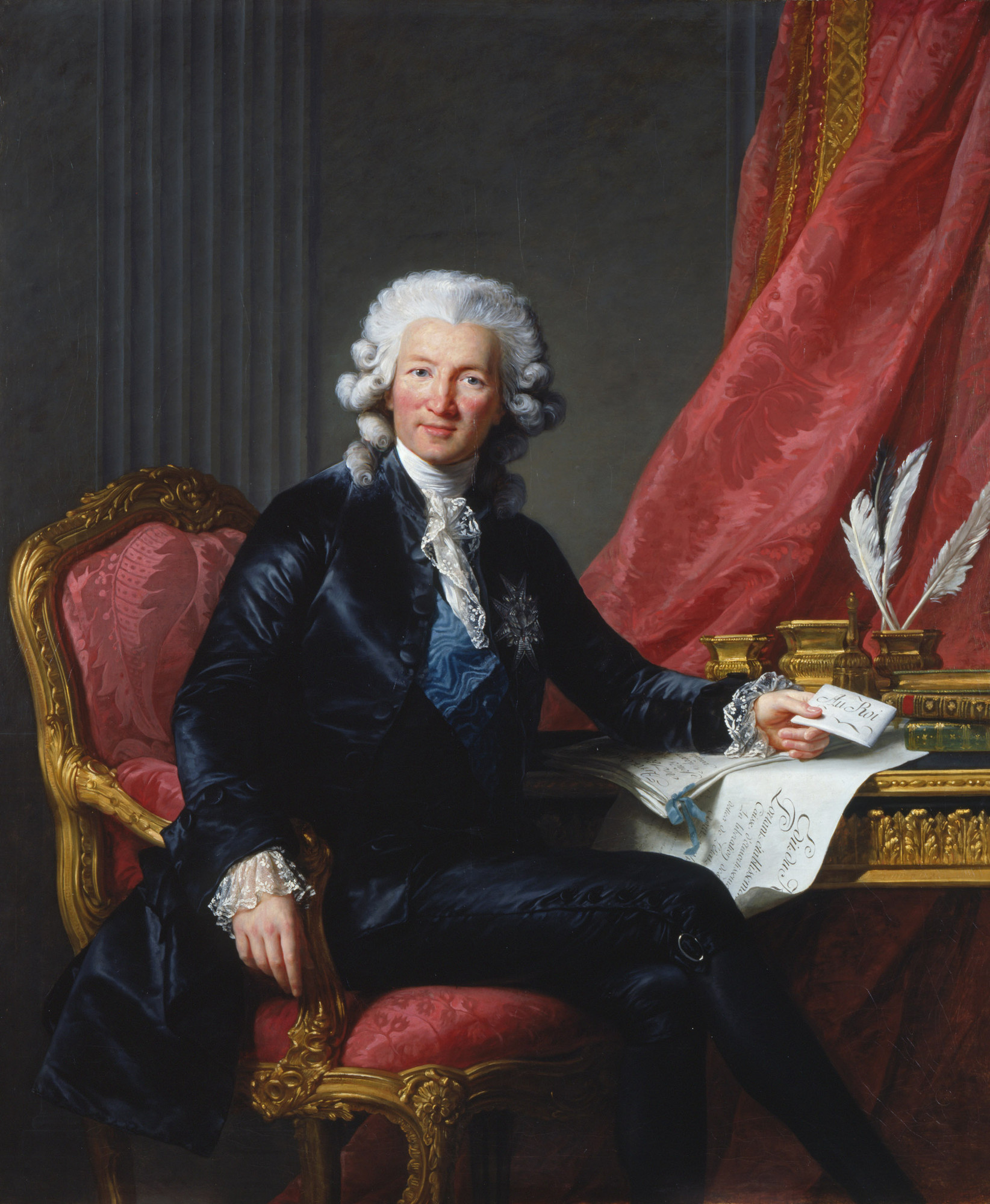
Charles de Calonne (1795)
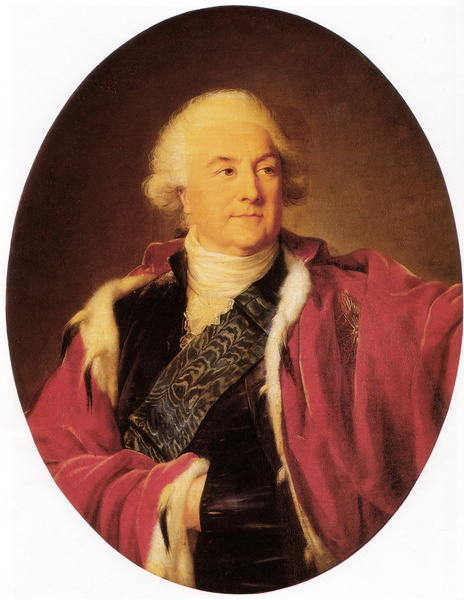
Stanislav II. August Poniatowski (1797)
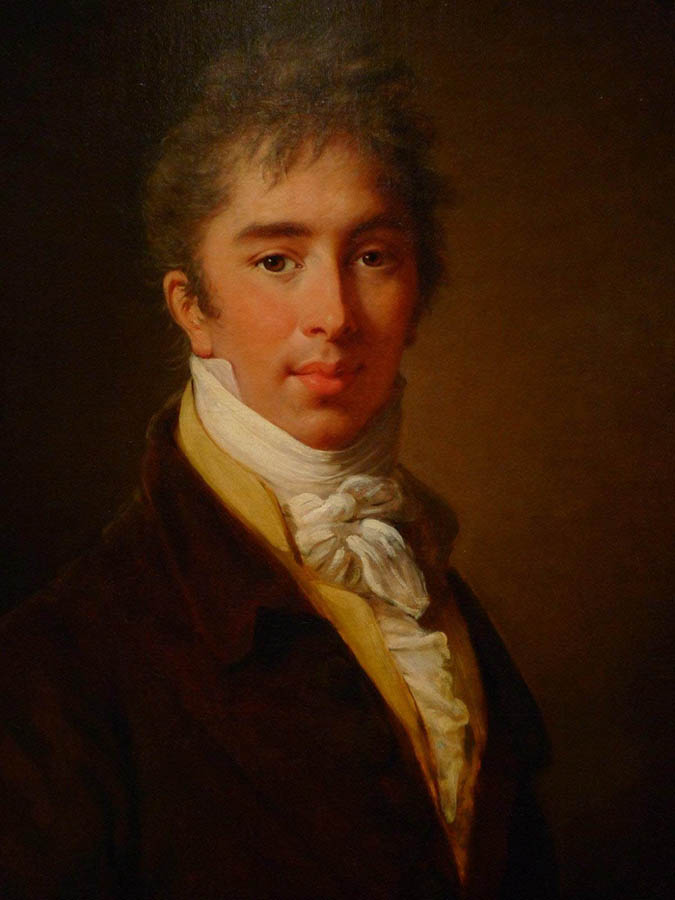
Kníže Ivan Ivanovič Barjatinskij